# Algoritmo ottimo
L'algoritmo Ottimo (OPT) è uno degli algoritmi per la strategia di sostituzione delle pagine nella memoria virtuale. È un algoritmo teorico, impossibile da implementare, in quanto richiede una conoscenza degli eventi futuri da parte del sistema operativo, l'OPT, infatti, seleziona la pagina che (in futuro) non verrà usata per il periodo di tempo più lungo.
L'algoritmo ottimo viene impiegato fondamentalmente come algoritmo di riferimento, utile per misurare e giudicare le prestazioni (tramite comparazione) degli algoritmi implementabili praticamente, come l'algoritmo di sostituzione FIFO o quello LRU (Least Recently Used).

## Comparazione prestazioni
Le prestazioni degli algoritmi di sostituzione delle pagine vengono misurate calcolando il rapporto tra il numero di Page fault che avvengono con l'algoritmo in esame e il numero di Page fault che avvengono con l'OPT.